# Hajrudin Ramadan
Hajrudin Ramadan (16. veljače 1952. – 3. lipnja 2003.) je bosanskohercegovački pisac efektnih priča, te novinar i urednik.

## Biografija
Rodio se je 16. veljače 1952. u Uroševcu. U Sarajevu upisuje Učiteljsku školu. te poslije studij Političkih nauka. Po završetku studija zapošljava se u Informativnom programu Radio Sarajeva. Po uspostavljanju Drugog programa radija, prelazi u ovo uredništvo gdje radi kao novinar i urednik emisija „Omladinskog programa“, urednik i voditelj „Svijeta nauke“ i „Susreta na talasu“. U to vrijeme za radio piše kratke priče, koje će kasnije, dorađene i nadopunjene, izaći kao njegova prva zbirka „Priče od kiše“. Za Dramski program Radio Sarajeva piše radio drame „Izdnanik“, o životu i djelu Jamesa Joycea, te radio igru za djecu „Grad tonova“, u kojoj do izražaja dolazi njegova sklonost glazbi.
U vrijeme rata u BiH, s obitelji živi u sarajevskom naselju Dobrinja. Radi kao novinar u improviziranom ratnom studiju radija na Dobrinji. Po završetku rata jedan je od urednika Obrazovnog programa. Zapažen je njegov rad na emisijama „Dogodilo se na današnji dan“ iz čega su nastale priče u zbirci „Uloga Sarajeva u povijesti svijeta“ (naslov je kasnije skraćen). 
Umro je u Sarajevu 3. lipnja 2003. Postumno je objavljena knjiga „Dobri poznavaoci karata“, a u rukopisu, spremna za tisak, ostala je njegova zbirka priča za djecu: „Bubnjari iz Dijamantne šume“.

### Priče od kiše
Prva objavljena knjiga suvremene proze Hajrudina Ramadana, "Priče od kiše", svjetlo dana ugledala je neposredno poslije rata, 1996. godine u izdanju Izdavačkog preduzeća "Bosanska knjiga". 
Knjiga sadrži 43 pripovijetke, kratke i efektne priče s jakom kompozicijskom strukturom uronjene u usmenu književnost i predaje. U ovoj suvremenoj prozi mnoge priče su iz Bulevara. 
"Priče od kiše" su se pojavile baš u vrijeme poslije rata kada se književna produkcija koncentrirala na pretakanje neposrednih ratnih iskustava u umjetnost, čime se postigla jedino preokupacija i prezasićenje tom tematikom. Ramadanove "Priče od kiše" bile su pravo osvježenje jer su bile van svih aktualnih književnih tokova, svježe i originalne. Knjiga je rasprodana, pa preprodana diljem Austrije, Slovenije, Hrvatske i Bosne i Hercegovine.
Također, nagrađena je 1997.godine na tradicionalnoj manifestaciji u Pazinu, Put u središte zemlje.
"Priče od kiše" sadrže 43 pripovijetke: ( "Ogledala", "Zvjezdoznanac", "Stijena", "Kiša", "Mrtvac", "Poštar", "Lift", "Glavosječa", "Potop", "Bicikl", "Mali zeleni tramvaj", "Vuk", "Izbor", "Šuma Koja Pjeva", "Slijepac", "Vjetar", "Osveta", "Drvosječa", "Ključ", "Tiranosaurus", "Zlato", "Bitka kod Velikog obeliska", "Bioskop", "Noć u kafani", "Plavo staklo", "Burence", "San", "Zaborav", "Močvara", "Priča o satovima", "Miš", "Srijeda", "Skretničar", "Telefon", "Ubica", "Grom", "Istjerivač", "Otkriče", "Dućan", "Tkalac", "Alhemičar" i "Budućnost")

### Uloga Sarajeva
Knjigu "Uloga Sarajeva" Hajrudina Ramadana je, također, izdala Izdavačka kuća "Bosanska knjiga" i ovom knjigom autor pravi mali zaokret u tematskom smislu. Knjiga je posvećena glavnom gradu Bosne i Hercegovine, Sarajevu, i predstavlja neizbrisivo svjedočanstvo ljudi i o ljudima koji su napisali najljepše lirske stranice o ovom gradu.

### Dobri poznavaoci karata
Knjigu "Dobri poznavaoci karata" izdala je Biblioteka "Vrijeme" 2003.godine, postumno. Ovaj roman je vrhunsko djelo domaće fantastične književnosti.

## Nagrade
Zbirka „Priče od kiše“ nagrađena je na Međunarodnom susretu izdavača u Pazinu 1997.

## Ostalo
Režiser, producent i animator, Ivan Ramadan, je iz još neobjavljene knjige priča svoga oca, Hajrudina Ramadana, "Bubnjari iz Dijamantne šume" odabrao kratku, maštovitu priču za djecu "Čudotvorno mlijeko" i u produkciji Elias Veskot snimio serijal kratkih animiranih filmova. Ovo je drugi film Ivana Ramadana i rađen je tehnikom 2D animacije.